# تيد فوغل
تيد فوغل (بالإنجليزية: Theodore Vogel)‏ هو منافس ألعاب قوى أمريكي، ولد في 17 يوليو 1925.

## وصلات خارجية
- ثيدور فوغل على موقع أوليمبيديا (الإنجليزية)